# Hanwood
Hanwood – wieś w Anglii, w hrabstwie Shropshire. Leży 6 km na południowy zachód od miasta Shrewsbury i 226 km na północny zachód od Londynu.